# Anouk Kruithof
Pour les articles homonymes, voir Kruithof.
 (mai 2025).
La mise en forme du texte ne suit pas les recommandations de Wikipédia : il faut le « wikifier ».
Les points d'amélioration suivants sont les cas les plus fréquents. Le détail des points à revoir est peut-être précisé sur la page de discussion.
- Les titres sont pré-formatés par le logiciel. Ils ne sont ni en capitales, ni en gras.
- Le texte ne doit pas être écrit en capitales (les noms de famille non plus), ni en gras, ni en italique, ni en « petit »…
- Le gras n'est utilisé que pour surligner le titre de l'article dans l'introduction, une seule fois.
- L'italique est rarement utilisé : mots en langue étrangère, titres d'œuvres, noms de bateaux, etc.
- Les citations ne sont pas en italique mais en corps de texte normal. Elles sont entourées par des guillemets français : « et ».
- Les listes à puces sont à éviter, des paragraphes rédigés étant largement préférés. Les tableaux sont à réserver à la présentation de données structurées (résultats, etc.).
- Les appels de note de bas de page (petits chiffres en exposant, introduits par l'outil «  Source ») sont à placer entre la fin de phrase et le point final[comme ça].
- Les liens internes (vers d'autres articles de Wikipédia) sont à choisir avec parcimonie. Créez des liens vers des articles approfondissant le sujet. Les termes génériques sans rapport avec le sujet sont à éviter, ainsi que les répétitions de liens vers un même terme.
- Les liens externes sont à placer uniquement dans une section « Liens externes », à la fin de l'article. Ces liens sont à choisir avec parcimonie suivant les règles définies. Si un lien sert de source à l'article, son insertion dans le texte est à faire par les notes de bas de page.
- La présentation des références doit suivre les conventions bibliographiques. Il est recommandé d'utiliser les modèles {{Ouvrage}}, {{Chapitre}}, {{Article}}, {{Lien web}} et/ou {{Bibliographie}}. Le mode d'édition visuel peut mettre en forme automatiquement les références.
- Insérer une infobox (cadre d'informations à droite) n'est pas obligatoire pour parachever la mise en page.

Pour une aide détaillée, merci de consulter Aide:Wikification.
Si vous pensez que ces points ont été résolus, vous pouvez retirer ce bandeau et améliorer la mise en forme d'un autre article.
Anouk Kruithof (née en 1981 à Dordrecht, aux Pays-Bas) est une artiste visuelle transdisciplinaire, vivant et travaillant entre Bruxelles, en Belgique, Berlin, en Allemagne et Botopasi, au Suriname.
Sa pratique aborde des thèmes sociaux et leur relation avec la culture visuelle numérique, en se basant sur le surplus d'images en ligne et leur impact sur les liens humains, la santé mentale et la conscience géopolitique. Son travail englobe différents médias, notamment la photographie, la sculpture, le collage, la vidéo et l'animation, le livre d'artiste, l'installation, le site web, le texte, la performance, ainsi que les projets sociaux et communautaires.
Le travail de Kruithof a été reconnu et exposé internationalement au MoMA de New York dans le cadre de «Ocean of Images» (2015), ainsi que sous la forme d'expositions individuelles au Musée Tinguely de Bâle, au Centro de la Imagen de Mexico, au Stedelijk Museum d'Amsterdam, au Kunsthal de Rotterdam, au FOAM d'Amsterdam et au Viernulvier (anciennement Vooruit) à Gand, en Belgique. Ses œuvres font partie des collections d'institutions telles que le SF MoMA à San Francisco, l'Aperture Foundation à New York, le Fotomuseum Winterthur en Suisse, le Museum Folkwang à Essen, le Stedelijk Museum à Amsterdam, le Centraal Museum à Utrecht et le Museum Voorlinden à Wassenaar,.

## Enfance et éducation
Anouk Kruithof est née à Dordrecht, aux Pays-Bas. Elle fait ses premières études au Johan De Witt Gymnasium à Dordrecht. En 1999, elle s'installe à Breda et poursuit des études en photographie et en sculpture à la Academy of Art and Design St. Joost. En 2003, elle obtient un diplôme de Bachelor of Fine Arts en photographie.
En 2008, elle devient résidente au Künstlerhaus Bethanien à Berlin. Depuis lors, elle a vécu à Berlin, New York, Mexico, Botopasi et Bruxelles pendant de longues périodes et a voyagé dans plus de 40 pays à travers le monde. Cette reconnaissance et cette expérience de multiples contextes culturels ont marqué son travail artistique.

## Pratique artistique

Anouk Kruithof

Le travail de Kruithof se focalise essentiellement sur la représentation des questions sociétales du monde actuel, à travers une réflexion sur la condition humaine post-internet, liée à la production excessive d'images, à leur post-production et à leur circulation. Elle travaille à partir d'observations et d'une vaste collection d'images, y compris du contenu viral en ligne, qui dépeignent des phénomènes mondiaux urgents et concrets, tels que les conséquences du changement climatique, les impacts de la mondialisation, la pollution de l'environnement, la surveillance gouvernementale, la vie privée et l'inégalité sociale. En toute conscience de son rôle de productrice et de consommatrice d'images, elle crée des œuvres colorées, empathiques et parfois humoristiques, découlant de relations, de dialogues et de récits sociaux. Les thèmes de son travail génèrent souvent une tension entre le naturel, l'artificiel et le technologique, tout en brouillant leur ordre chronologique ou hiérarchique. Ses projets à multiples facettes permettent de réfléchir à l'impact affectif des cultures numériques sur la psyché humaine contemporaine, en évoquant aliénation, anxiété, épuisement ou inconfort, honte ou auto-validation.
Dans sa pratique, Kruithof reflète la complexité de la mondialisation par l'utilisation de divers médias, la réutilisation d'images et de matériaux trouvés, ainsi que par l'abondance de ces éléments qui se retrouvent dans les formes spécifiques de ses projets. Cette transformation de l'image en object physique par le biais de sculptures, de vidéos et d'installations immersives à grande échelle joue un rôle important dans la pratique de Kruithof, élargissant la définition de la photographie et de la culture visuelle.
En relevant des paradoxes du langage visuel et des dilemmes éthiques mondiaux, le travail de Kruithof s’opère souvent grâce à des mécanismes inscrits dans les problèmes qu'elle aborde, de manière critique et ludique. La création de ses œuvres implique également une considération écologique par le recyclage et la réutilisation, ainsi qu’à travers des références à la culture capitaliste, par le biais de l'accumulation, l'appropriation et l'excès d’images. Son travail contient donc des médias juxtaposés, comme le physique et le digital, ou des motifs comme l’universalité, l'individualisme, la libération, la sagesse spirituelle et naturelle, l’oppression, l'incarnation et la technologie, la dystopie et la joie, abordés de manière critique et ouverte.
De nombreux projets de Kruithof passent par un engagement collectif avec des communautés temporaires ou locales, ainsi que par une recherche axée sur le travail d'équipe. Tout en soulignant la médiation technologique du monde, son travail reste proche de la sensibilité humaine, de sa compréhension, de sa sensation, de sa vie et de sa transformation, ainsi que des notions de ressources naturelles et de leur potentialité,,.

## Oeuvres remarquables
Universal Tongue (2018–2021) est l’œuvre la plus remarquable d’Anouk Kruithof. Elle a été présentée dans plus de 35 expositions internationales, y compris des expositions individuelles de l'artiste au Musée Tinguely à Bâle, en Suisse, et au Kunsthal Rotterdam aux Pays-Bas et elle a fait partie du WHOLE United Queer Festival à l'Orangerie Ferropolis en Allemagne. Elle appartient également à plusieurs collections de musées, comme le Frac Alsace en France, le Museum Het Nieuwe Domein à Sittard, le Museum Folkwang à Essen, en Allemagne, et le Museum Voorlinden à Wassenaar, aux Pays-Bas.
Universal Tongue est un projet multidimensionnel sur le phénomène de la danse comme expression universelle globale, à partir d’images trouvées en ligne de tendances virales, de vidéos d'animation ou de danses traditionnelles et sociales. Le projet s'appuie sur une base de données de 1000 styles de danse catégorisés, créée en collaboration avec une équipe de 52 chercheurs. Le résultat est une installation vidéo à 8 canaux, un livre et une version à canal unique de la vidéo. Universal Tongue met en lumière la friction entre l'universal et le particulier dans l'expression humaine à l'ère digitale.
De nombreuses œuvres réalisées par Kruithof sont axées sur l'engagement collectif avec des communautés temporaires ou locales, ainsi que sur la recherche orientée sur le travail d'équipe et la collaboration, comme c'est le cas dans les projets Universal Tongue, El Camino Abierto, Niet Meer Normaal et Happy Birthday to You.
Dans Happy Birthday to You, Kruithof a collaboré avec dix patient•es de l'unité psychiatrique d'Altrecht à Den Dolder, aux Pays-Bas, lors de sa résidence artistique à Het Vijfde Seizoen en 2011. Kruithof a interrogé 10 patient•es sur leurs souhaits d'anniversaire comme point de départ pour célébrer ensemble ces anniversaires. Un livre d’artiste créé dans le cadre du projet rassemble les citations des patient•es et la documentation de l'exposition.
El Camino Abierto (2018) a été développé dans le cadre d'une résidence de Kruithof à la Fundación Casa Wabi, en collaboration avec un groupe d'enfants du village de Cacalote, Oaxaca, Mexique sur la pratique et la signification de la fabrication de piñata. Les notions de liberté, de fluidité et d'estime de soi ont été abordées à travers la creation d'une sculpture massive, collaborative et éphémère en forme d'arche reliant toutes les piñatas fabriquées par les enfants de la Casa Wabi.
En 2022, Anouk Kruithof a créé Niet Meer Normaal (Plus jamais normal), qui invitait plus de 300 participants de tous âges à réagir créativement à la notion de « bon sens », aux normes sociales par défaut, ainsi qu'à des phénomènes naturels inhabituels. Les artistes ont recueilli plus de 300 dessins, peintures, collages, textes courts et autres contributions des participants. Niet Meer Normaal a donné lieu à une œuvre d'art monumentale, immersive et sonore, créée dans l’ancienne chapelle et centre d'art Kunstkerk dans la ville d’origine de l’artiste à Dordrecht aux Pays-Bas. Le projet s’est prolongé sous la forme d’un journal et d’un site web, documentant son processus de création et les contributions.
D’autres œuvres d'Anouk Kruithof contribuent à sa signature versatile, comme l’installation Enclosed content chatting away in the colour invisibility (2009), la série plus ancienne de photographies Becoming Blue (2006-2009), le projet #Evidence (2015) ou l’œuvre vidéo Ice Cry Baby (2017).
Enclosed content chatting away in the colour invisibility se compose d'une installation d'environ 3500 livres trouvés, d'une boucle vidéo avec son et d'une photographie. L'installation, qui ressemble à un mur ou à un paysage illusoire et coloré, a été construite à partir de ces publications d'occasion du début du XXe siècle. La plupart des livres, publiés à l'époque de la République démocratique allemande, ont été collectionnés et achetés par l'artiste à Berlin. En se référant à une période historique spécifique, Enclosed Content Chatting Away in the Colour Invisibility réfléchit sur le statut des biens culturels oubliés à l’ère de la numérisation croissante. L'installation physique est parfois montrée en combinaison avec la vidéo, qui présente en boucle la dissection et la reconstitution de la structure du livre. L'œuvre joue avec les notions d'instabilité et de précarité dans des dimensions physiques et conceptuelles. Elle a d'abord été montrée au Bethanien à Berlin et a été exposé plus de 10 fois dans des lieux tels que le Musée des Beaux-Arts du Locle, la galerie Capitain Petzel à Berlin, le Museum Het Nieuwe Domein à Sittard et le Stedelijk Museum Schiedam. En 2021, elle a été acquise par le Musée Voorlinden à Wassenaar pour sa collection permanente.
Becoming Blue - 21 portraits et trois images fixes dans l'espace - ont été créés lors de séances individuelles prolongées entre l'artiste et ses modèles, au cours desquelles elle influence leur comportement grâce à des interventions physiques mineures mais constantes. Les réactions des modèles à ces stimuli sont photographiées à l’aide d’une télécommande, captant des expressions faciales et des gestes spontanés. La couleur bleue, associée au calme, se juxtapose aux expressions distordues, que l’artiste associe à l'état mental de la société contemporaine d'Europe occidentale, largement déterminé par le stress et la pression de performer. Trois portraits de la série Becoming Blue font partie de la collection permanente du SF MoMA.
#Evidence - une série d'œuvres différentes, telles que des sculptures et des collages - a été créée alors que l'artiste vivait à New York, et a été inspirée par le livre «Evidence» de Larry Sultan et Mike Mandel sur le futurisme technologique d'après-guerre. Kruithof s'est approprié et a recontextualisé le sens d’une grande collection de captures d'écran provenant de comptes Instagram d'entreprises, d'agences gouvernementales et d'institutions, pour transformer ce matériel promotionnel en de nouveaux messages et intentions, et ainsi ouvrir une conversation autour des futurs numériques contemporains.
Ice Cry Baby est une compilation de vidéos trouvées sur YouTube montrant la fonte des glaces et l'effondrement des glaciers, qui traite de la relation homme-nature dans un monde médié technologiquement, ainsi que ses tendances esthétiques spectaculaires dans une perspective dystopique globale.
En 2023, les œuvres de Anouk Kruithof produites entre 2013 et 2022 ont fait l'objet d’une exposition solo Tentacle Togetherness au Centre Photographique d'Île-de-France à Paris. L'exposition mettait en valeur l'approche multimédia de l'artiste, présentant une sélection de sculptures-photos et de collages vidéo produits au cours de cette décennie de pratique artistique.
La même année, Kruithof a créé une série de sculptures, de collages et une installation d'autocollants de fenêtre pour le Willem Twee Kunstruimte à 's-Hertogenbosch aux Pays-Bas, intitulée The toes you step on today might be connected to the ass you're kissing tomorrow (Les orteils sur lesquels vous marchez aujourd'hui pourraient être connectés au cul que vous embrasserez demain). Le langage visuel de l’exposition était construit à partir de milliers d'images d'océans, de photosynthèse, de bactéries, de débris spatiaux et de manifestations politiques.

## Publications
Le livre d’artiste joue un rôle important dans la pratique d'Anouk Kruithof. Elle a publié 15 livres d'art, qui sont le prolongement ou souvent le résultat de ses projets artistiques. Elle a publié 15 livres d'art, dont des publications liées à ses œuvres les plus remarquables, telles que Becoming Blue, Universal Tongue et Niet Meer Normaal . Elle a également publié des livres d'art autonomes, tels que A Head with Wings, Automagic et Happy Birthday to You.
En 2023, son livre restrospectif Be Like Water a été publié par Mousse à Milan, en Italie. Il rassemble une large sélection d'œuvres de Kruithof créées au cours de ses 20 années, entre 2002 et 2023. Be Like Water présente une vue d'ensemble et non chronologique de sa pratique artistique en textes et images, montrant sa trajectoire, ses projets, ses collaborations et ses œuvres d'art.
Anouk Kruithof a reçu de nombreux prix et nominations pour ses publications, notamment au Prix du Livre des Rencontres d'Arles dans la catégorie auteur - nomination pour Universal Tongue (2021), au PhotoEye Best Books - une nomination pour Automagic (2016), à Paris Photo Aperture Photobook Award pour A Head with Wings (2012), The Best Dutch Book Designs, Stedelijk Museum d'Amsterdam pour the Bungalow (2015), Unique-Photography-Book-Award pour Het zwarte gat / The black hole (2005), entre autres,,,,.

### Publications de Kruithof
- 2023 Be Like Water, Milan: Mousse; Auteurs: Lucia Tkáčová, Francesco Zanot, Mathilde Roman, Anouk Kruithof, Designer: Roosje Klap.
- 2022 Niet Meer Normaal (auto-publié); Auteur: Anouk Kruithof, Designer: Doris Boerman.
- 2021 Trans Human Nature (auto-publié); Auteur: Mathilde Roman, Designer: Doris Boerman.
- 2021 Universal Tongue, Gand: Art Paper Editions, Auteurs: chercheurs internationaux, Ula Kahul, Anouk Kruithof, Designer: Jurgen Maelfeyt.
- 2016 AUTOMAGIC, Barcelone: Editorial RM, Auteurs: Inaki Domingo, Anouk Kruithof, Designer: Piera Wolf.
- 2016 Neutral, Munich: Galerie Jo van de Loo; Auteur: Christoph Sehl, Designer : Quentin Walesch.
- 2014 The Bungalow, Eindhoven: Onomatopee; Auteurs: Brad Feuerhelm, Freek Lomme, Anouk Kruithof, Designer: Christof Nüssli.
- 2014 Untitled (I've Taken Too Many Photos / I've Never Taken a Photo Book) (auto-publié); Designer: Christof Nüssli.
- 2013 Pixel Stress, Paris: RVB-books, Designer: Remi Faucheux.
- 2011 A Head with Wings, Minneapolis: Little Brown Mushroom, OCLC 760918291; Auteur: Anouk Kruithof, Designer: Hans Seeger, Commissioned by Alec Soth[39].
- 2011 Lang Zal Ze Leven / Happy Birthday to You (self-published); Auteur, Designer: Anouk Kruithof[40].
- 2010 The Daily Exhaustion, Baden: Kodoji Press, Designer: Winfried Heininger.
- 2009 Playing Borders (This Contemporary State of Mind), Berlin: Revolver Publishing by VVV; Designer: kummer-herrman[41].
- 2009 Becoming Blue, Berlin: Revolver Publishing by VVV; Auteur: Christoph Tannert, Designer: kummer-herrman[41].
- 2006 Het Zwarte Gat / The Black Hole, Rotterdam: Episode Publishers; Poème: Leon van den Langenbergh, Design: Hans Gremmen.

### Publications avec contributions de Kruithof
- The Riso Book: New York. San Francisco, CA: Colpa; New York, NY: Endless Editions, 2014. Kruithof with Paul Branca, David Horvitz, Matthew Palladino and Dexter Sinister. Chaque artiste a contributé à 20 pages. Cinquième dans la série The Riso Book series. Edition de 100 copies.
- Photographers' Sketchbooks. Londres: Thames & Hudson, 2014. ISBN 9780500544341. Edité par Stephen McLaren and Bryan Formhals.
- Printed Web #4: Public, Private, Secret. Paul Soulellis; Library of the Printed Web et International Center of Photography Museum, 2016. ISBN 978-0-9840052-8-4. 40 pages. Publié à l'occasion de l'exposition Public, Private, Secret, au International Center of Photography Museum, 2016/17. Impression à la demande. Oeuvre de  Kruithof, Wolfgang Plöger, Lorna Mills, Molly Soda, Travess Smalley, Angela Genusa, Eva and Franco Mattes, Elisabeth Tonnard, et Christopher Clary. Avec un texte de Michael Connor ("Folding the Web").

## Pédagogie et autres engagements professionnels
En parallèle de sa pratique artistique, Anouk Kruithof écrit, enseigne, donne des conférences, organise des expositions et participe à des projets engagés socialement.
Elle a animé des ateliers à l'ECAL - University of Art and Design in Lausanne, en Suisse, à l’International Summer School of Photography à Kuldiga, en Lettonie, à la Wesleyan University de Middletown, aux États-Unis, et au Stedelijk Museum d'Amsterdam, aux Pays-Bas. Elle a donné des conférences à la Columbia University, au Pratt Institute et à l'International Centre for Photography à New York, au Museo Universitario Arte Contemporáneo (MUAC) de Mexico, à la Tate de Londres et aux Deichtorhallen de Hambourg, en Allemagne. Elle a écrit pour Metropolis M, Aperture Photobook Review et le magazine 1000 Words magazine, entre autres.
En 2024, Anouk a été membre du jury et commissaire de la Biennale du Limbourg à Marres Maastricht aux Pays-Bas. En 2016, elle a auto-publié un fanzine et organisé une foire du livre photo au City College de New York,.
Entre 2015 et 2018, elle a été co-créatrice, directrice et membre du jury du Prix Anamorphosis, qui récompense, sans condition, le créateur du meilleur livre photo auto-édité de l'année précédente d’une bourse de 10 000 dollars. Lancé pour la première fois au printemps 2015, ce prix a connu trois éditions.

## Vie et travail à Botopasi, Suriname
Depuis 2019, Anouk Kruithof vit et travaille régulièrement à Botopasi, un petit village dans la forêt amazonienne au Suriname. Impliquée dans la communauté locale, l'artiste y mène une partie de ses projets artistiques et s'implique dans des actions caritatives restaurative pour le village.
En 2021, elle a collecté les fonds nécessaires pour la rénovation d'une école locale à Botopasi grâce à un crowdfunding. Elle a soutenu et mené les travaux de rénovation avec des bénévoles locaux. La même année, elle a également contribué à la réparation de la pompe à eau du village.
L'un de ses projets artistiques menés dans la région est Trans-Human Nature, une série d'œuvres photographiques qui illustrent les relations entre la symbiose naturelle de la forêt tropicale et les technologies de pointe utilisées par les communautés locales. Ces œuvres ont été réalisées à partir d'images prises dans la région de Botopasi et d'images d'archives présentant des futurs technologiques, imprimées sur tissu, PVC et soie. L’ensemble a été présenté sous la forme d’expositions et d’un livre d'art.

## Expositions, prix, collections
Expositions individuelles
- 2024 Whirlwind, Raamwerk, Centraal Museum, Utrecht, Pays-Bas[49]
- 2024 Vivre Vite (Grégory Cuquel & Anouk Kruithof), Image/Imatge, Orthez, France[50]
- 2024 Universal Tongue, Kunsthal, Rotterdam, Pays-Bas[51]
- 2023 Universal Tongue, Le Confort Moderne, Poitiers, France[52]
- 2023 Tentacle Togetherness, Centre Photographique d'Ile-de-France, Pontault-Combault, France[53]
- 2023 The Toes You Step on Today Might Be Connected to the Ass You're Kissing Tomorrow, Willem Twee Kunstruimte, 's-Hertogenbosch, Pays-Bas[54]
- 2022 Universal Tongue, Melkweg Expo, Amsterdam, Pays-Bas[55]
- 2022 Universal Tongue, part of WHOLE United Queer Festival, Orangerie, Ferropolis, Allemange
- 2022 Universal Tongue, Museum Voorlinden, Wassenaar, Pays-Bas[56]
- 2022 Niet Meer Normaal, Kunstkerk Dordrecht, Pays-Bas[57]
- 2022 Universal Tongue, Museum Tinguely, Bâle, Suisse[58]
- 2021 Perpetual Endless Flow, FuturDome, Milan, Italie[59]
- 2021 Trans Human Nature, 254Forest, Brussels, Belgique[60]
- 2021 Universal Tongue, Vooruit, Gand, Belgique[61]
- 2018 Transformagic, Association for Contemporary Culture Fotopub, Ljubljana, Slovénie
- 2017 ¡Aguas! Next Level, FOAM, Amsterdam, Pays-Bas[62]
- 2017 Ego, Eco, Crescendo, French Pavilion, Organ Vida, Zagreb, Croatie[63]
- 2017 Ahead, Centro de la Imagen, Mexico, Mexique[64]
- 2016 <Connection>, part of Offprint, Tate Modern, Londres, UK[65]
- 2015 Sweaty Sculptures, Green Is Gold, Copenhague, Danemark[66]
- 2014 Paulien Oltheten & Anouk Kruithof, Stedelijk Museum, Amsterdam, Pays-Bas[67]
- 2012 Ruhe, Autocenter, Berlin, Allemagne[68]
- 2012 Untitled (I've Taken Too Many Photos / I've Never Taken a Photo), Tour des Templiers, Hyères, France[69],[70],[71]
- 2009 Becoming Blue, Museum de Domijnen, Sittard, Netherlands[72]
- 2009 Becoming Blue, Künstlerhaus Bethanien, Berlin, Allemagne[73]
- 2006 The Black Hole (with Jaap Scheeren), FOAM, Amsterdam, Pays-Bas[74]

Expositions collectives
- 2024 Grow It, Show It! A Look at Hair from Diane Arbus to TikTok, Museum Folkwang, Essen, Allemagne[75]
- 2024 Tanzwelten, Bundeskunsthalle, Bonn, Allemagne
- 2024 Limburg Biënnale, Marres, Maastricht, Pays-Bas[46]
- 2024 Art with Salt and Water (European Capital of Culture Bad Ischl), Sudhaus Bad Ischl, Autriche[76]
- 2023 Resilient Rebels, Museum Helmond, Pays-Bas[77]
- 2023 Un Été Au Havre, Édition 23, Le Havre, France
- 2023 A Field Guide to Getting Lost, Het Nieuwe Domein, Sittard, Pays-Bas[78]
- 2023 Just Dance, schrit_tmacher, Schunck Glass Palace, Heerlen, Pays-Bas[79]
- 2022 Sightlines, SFMOMA, San Francisco, États-Unis[80]
- 2022 Night, Chroniques, Biennale of Digital Imagination at Friche la Belle de Mai, Marseille, France
- 2022 Tales of Togetherness, KIKK Festival, Namur, Belgique[81]
- 2022 States of Disruption, Centre for Contemporary Photography, Fitzroy, Austriche[82]
- 2022 Refinery Monastery, 20th Pančevo Biennial, Pančevo, Serbie[83]
- 2022 From Where I Stand, Biennale für Aktuelle Fotografie, Port 25, Mannheim, Allemagne[84]
- 2022 Inside the Outside, Coda, Apeldoorn, Pays-Bas[85]
- 2022 Folkwang and the City, Museum Folkwang, Essen, Allemagne[86]
- 2021 Biennale NOVA_XX, Centre Wallonie Bruxelles, Paris, France 2024[87]
- 2021 Global Groove, Museum Folkwang, Essen, Allemagne[88]
- 2021 Bye Bye His-Story, Chapter 5050, Centre de la Gravure et de l'Image Imprimée, La Louvière, Belgique[89]
- 2021 À Fleur de Monde, Centre Photographique Rouen Normandie, Rouen, France[90]
- 2021 One and One Is Three, Museum Voorlinden, Wassenaar, Pays-Bas[91]
- 2021 Eregalerij van de Nederlandse Fotografie, Nederlands Fotomuseum, Rotterdam, Pays-Bas[92]
- 2020 On Earth – Imaging, Technology and the Natural World, Le Lieu Unique, Nantes, France[93]
- 2020 Nach Uns Die Sintflut (After Us, the Flood), Kunst Haus Wien, Vienne, Austriche[94]
- 2020 La Photographie à l'Épreuve de l'Abstraction, Centre Photographique d'Ile-de-France and Frac Normandie Rouen, Rouen, France[95]
- 2020 On Earth – Imaging, Technology and the Natural World, FOAM, Amsterdam, Pays-Bas[96]
- 2019 On Earth – Imaging, Technology and the Natural World, Les Forges I LUMA, Arles, France[97]
- 2019 The Life of Things, MOMENTA | Biennale de l'Image, Montreal, Canada[98]
- 2019 Trouble in Paradise, Collection Rattan Chadha, Kunsthal Rotterdam, Rotterdam, Pays-Bas[99]
- 2018 Loading… Works from the FOAM Collection, FOAM, Amsterdam, Pays-Bas[100]
- 2018 Beautiful Distress (part of ‘Zomergasten'), Museum Dr. Guislain, Gand, Belgique[101]
- 2017 Paperworks, Museo Tamayo, Mexico City, Mexico
- 2017 Façade, Middelburg, Pays-Bas[102]
- 2016 Volkskrant Beeldende Kunst Prijs, Stedelijk Museum Schiedam, Schiedam, Pays-Bas[103]
- 2015 Ocean of Images: New Photography 2015, MoMA, New York, États-Unis[4]
- 2014 L'art se Livre, MBAL, Le Locle, Swisse[104]
- 2013 Undercover, Erarta Museum, Saint Petersburg, Russie[105]
- 2013 WIT, Nederlands Fotomuseum, Rotterdam, Pays-Bas[106]
- 2013 Still/Life, Multimedia Art Museum, Moscou, Russie[107]
- 2013 Papierkunst, Stedelijk Museum, Kampen, Pays-Bas
- 2013 The Feverish Library, Capitain Petzel Gallery, Berlin, Allemagne[108]
- 2012 The Youth Code!, Daegu Photo Biennale, Daegu, Corée du Sud[109]
- 2011 Still/Life Contemporary Dutch Photography, FOAM, Amsterdam, Pays-Bas[110]
- 2011 Crossroads, KIT, Düsseldorf, Germany[111]
- 2010 Quickscan NL#1, Nederlands Fotomuseum, Rotterdam, Pays-Bas
- 2010 Holland Papier Biennale, CODA, Apeldoorn, Pays-Bas
- 2010 Quickscan NL#1, Dutch Culture Center, Shanghai, Chine[112]
- 2008 Territoires, MAMAC, Liège, Belgique
- 2007 Dutch Dare: Contemporary Photography from the Netherlands, Erasmus Huis, Jakarta, Indonésie
- 2006 Dutch Dare: Contemporary Photography from the Netherlands, ACP, Sydney, Austriche
- 2006 Fotodrukwerk, Stedelijk Museum, Amsterdam, Pays-Bas
- 2003 Retour Breda-Amsterdam-Den Haag, Museum de Beyerd, Breda, Pays-Bas

Prix
- 2021 Gallery of Honor of Dutch Photography, Nederlands Fotomuseum , Pays-Bas[113]
- 2016 Volkskrant Beeldende Kunst Prijs (Public Prize), Pays-Bas[114]
- 2015 Meijburg Art Commission Prize, Pays-Bas[115]
- 2014 Charlotte Köhler Prize (Visual Art), Pays-Bas[116]
- 2012 Paris Photo Aperture PhotoBook Award (A Head with Wings), France[117]
- 2012 ICP Infinity Award (Young Photographer), États-Unis[118]
- 2012 Flash Forward Award / USA Magenta Foundation, États-Unis
- 2011 Jury Grand Prize, Hyères Festival de Mode et Photographie], France[119]
- 2011 Photoglobal Prize, Hyères Festival de Mode et Photographie, France[120]
- 2011 ILLY Award (Public Prize), Art Rotterdam, Pays-Bas[121]
- 2009 Honorable Mention, Plat(t)form 09, Fotomuseum Winterthur, Swisse
- 2006 Honorable Mention, Rencontres Arles Book Award (The Black Hole), Pays-Bas
- 2005 Unique Photography Book Award (The Black Hole), Pays-Bas
- 2003 PANL 13 Student Award & Gold Award, Pays-Bas

Collections
- SF MOMA, San Francisco, États-Unis
- Aperture Foundation, New York, États-Unis
- Musée d'art Carnegie, Pittsburgh, États-Unis
- Musée Folkwang, Essen, Allemagne
- Fotomuseum, Winterthour, Suisse
- MBAL, Le Locle, Suisse[122]
- Musée Stedelijk, Amsterdam, Pays-Bas
- Musée de la photographie des Pays-Bas, Rotterdam, Pays-Bas
- FOAM, Amsterdam, Pays-Bas
- Musée Voorlinden, Wassenaar, Pays-Bas
- Musée central, Utrecht, Pays-Bas
- Musée de Domijnen, Sittard, Pays-Bas[123]
- Grimmuseum, Berlin, Allemagne[124]
- Bibliothèque photographique Pier24, San Francisco, États-Unis[125]
- Bibliothèque du MoMA, New York, États-Unis
- Bibliothèque ICP, New York, États-Unis[126].